# Amy (1981)
Amy is een Amerikaanse dramafilm uit 1981 onder regie van Vincent McEveety met in de hoofdrol Jenny Agutter en Barry Newman. 

## Verhaal
In 1913 verlaat Amy Medford haar bezitterige, rijke echtgenoot om dove kinderen te onderwijzen in de landelijke Appalachen op een school voor blinde en dove kinderen. Hoewel ze weerstand ondervindt van mensen die zich afvragen of het überhaupt mogelijk is om kinderen met een gehoorbeperking spraakles te geven, raakt Amy gehecht aan het personeel en de kinderen, bouwt ze een nieuw leven op en krijgt ze de persoonlijke kracht die ze nodig heeft om zich te verzetten tegen haar dominante echtgenoot die er geen genoegen mee neemt dat ze haar eigen leven wil leiden.

## Rolverdeling
| Acteur           | Personage        |
| ---------------- | ---------------- |
| Jenny Agutter    | Amy Medford      |
| Barry Newman     | Dr. Ben Corcoran |
| Kathleen Nolan   | Helen Gibbs      |
| Chris Robinson   | Elliot Medford   |
| Lou Fant         | Lyle Ferguson    |
| Margaret O'Brien | Hazel Johnson    |
| Nanette Fabray   | Malvina          |
| Lance LeGault    | Edgar Wanbuck    |
| Lucille Benson   | Rose Metcalf     |
| Jonathan Daly    | Clyde Pruett     |
| Lonny Chapman    | Virgil Goodloe   |
| Brian Frishman   | Mervin Grimes    |
| Jane Daly        | Molly Tribble    |
| Dawn Jeffory     | Caroline Chapman |
| Peggy McCay      | Mrs. Grimes      |
| Len Wayland      | Mr. Grimes       |
| Virginia Vincent | Edna Hancock     |
| Norman Burton    | Caruthers        |
| Otto Rechenberg  | Henry Watkins    |
| Ronnie Scribner  | Walter Ray       |
| Seamon Glass     | Mr. Watkins      |

## Trivia
- De film was oorspronkelijk bedoeld als televisiefilm met de titel Amy on the Lips en was de eerste televisiefilm die Disney Studios maakte voor een volwassen publiek.[2] Disney besloot echter om de film in de bioscopen uit te brengen.[2]
- Nanette Fabray en Louise Fletcher waren beiden geïnteresseerd in de rol van Malvina, een lerares voor dove kinderen. Fabray, die de rol speelde, was slechthorend en Fletchers ouders waren doof.[2]